# ドン・ファンの教え
ドン・ファンの教え(The Teachings of Don Juan: A Yaqui Way of Knowledge)は、1968年カリフォルニア大学出版部から文化人類学の著作として出版された。学術書というよりも、民俗誌と文学的な寓話が混在したようなもので、今日では、それはフィクションだと一般にみなされている。
これはカルロス・カスタネダにより執筆されたもので、人類学部の修士論文として提出されたものである。 
これは、1960年から1965年の間にメキシコのソノラから来た自称ヤキインディアンの呪術師ドン・ファン・マトゥスとの見習い期間に起きた出来事を記録したものである。
この本は二部に分かれている。第一部の「教え」は、カスタネダとドン・ファンの最初のやり取りを記録した一人称の物語である。
彼は、メスカリト（すべてのペヨーテ植物に生息する教育精神）との出会い、トカゲとの占い、「エルバデルディアブロ」（「悪魔の雑草」、ジムソンの雑草）を使った飛行、「フミト」を使ったブラックバードへの変身について語っている。 （「フミト」とは「小さな煙のこと」; Psilocybe mexicanaを含むスモークパウダー）。第二部の「構造分析」は、「ドン・ファンの教えの内部のつながりと一致を明らかにする」試みであるとカスタネダは言いっている。
1998年にカリフォルニア大学出版によって発行された30周年記念版には、元の版には存在しないカスタネダによる解説が含まれている。彼は彼の学部の教授たちのプロジェクトからの一般的な落胆について書いている（プロジェクトの構想段階で支援してくれたクレメント・ウッドワード・メイガン教授を除く。序文で、カスタネダは彼が自分の修士論文を受け取ったくれたことに対して全幅の信頼を寄せている）。
彼は彼が「完全な自由」と呼ぶ心の状態に関する新しい主張を提出し、彼が彼のヤキ族のシャーマンの教えを「新しい認識の地平への出発点」として用いたと主張している。
さらに、この本が執筆されていた当時、UCLAの人類学教授であった人類学者ウォルター・ゴルトシュミットによる序文と著者によるまえがきがある。40周年記念版は、2008年にカリフォルニア大学出版局から刊行された。
この本はニューヨーク・タイムズのベストセラーであり、その続編とともに、米国で1,000万部以上を売り上げた。

## メディア
『ドン・ファンの教え』は、2013年の映画「ウソはホントの恋のはじまり」(A Case for You)の中で主人公の若い作家の卵が憧れの女の子を感動させるために読む本としてこの本が出てくる。

## 邦訳
- 真崎義博訳『ドン・ファンの教え』太田出版　2012年
- 真崎義博訳『呪術師と私―ドン・ファンの教え』二見書房　1974年